# Mruczenie
Mruczenie – charakterystyczny dźwięk o niskiej częstotliwości (25 do 150 Hz) wydawany przez koty domowe, stanowiący element komunikacji kotów. Przeważnie sygnalizuje dobre samopoczucie, ale może być również emitowany w stresie, bólu, chorobie.
Mechanizm mruczenia kotów nadal nie jest dobrze poznany. Związane jest to m.in. z tym, że koty nie mają odrębnego narządu, który byłby za nie odpowiedzialny. Jedna z hipotez oparta na elektromiograficznych badaniach zakłada, że mruczenie powstaje przez drganie mięśni krtani, które gwałtownie rozszerzając się i uciskając głośnię, wywołują dźwięk podczas wdechu i wydechu.